# Roma-Politik der Europäischen Union
Die auf Roma bezogene Politik der Europäischen Union zielt auf eine verstärkte soziale Einbeziehung und Teilhabe bestimmter unter den Dachbegriff „Roma“ zu fassender Personengruppen wie der Kalderasch, der Lovara, der Sinti oder der Aschkali innerhalb der Europäischen Union sowie auf die Bekämpfung ihrer Ausgrenzung und Diskriminierung. Teils beziehen sich Stellungnahmen und Maßnahmen der Europäischen Union und anderer europäischer Institutionen ausdrücklich auch auf „Fahrende“.
Weder national noch für die EU noch weltweit lassen sich Zahl und Bevölkerungsanteile der Roma seriös beziffern. Die existierenden Schätzungen veranschaulichen den Sachverhalt. Angaben aus anerkannter Quelle für die globale Zahl der Roma reichen von zwei bis zwölf Millionen. Beheimatet sind sie in allen 28 EU-Mitgliedstaaten.
Die EU und ihre Mitgliedstaaten tragen angesichts der in der Charta der Grundrechte festgelegten Werte eine besondere Verantwortung für die Verbesserung der Lage der Roma. Sie sind innerhalb ihrer jeweiligen, sich ergänzenden Zuständigkeitsbereiche gemeinsam für die Integration der Roma verantwortlich. Bezüglich der Lage und der Integration der Roma verfügt die Europäische Union über keine einheitliche Strategie oder Politik, vielmehr werden vielfältige Bemühungen um eine Verbesserung der Situation der Roma durch mehrere Akteure durchgeführt und koordiniert.
Der Europäischen Kommission zufolge sollten Roma-Aspekte systematisch in allen einschlägigen europäischen und nationalen Politikbereichen berücksichtigt werden. Fortschritte bei der Integration der Roma sollen nicht mit einer Segregation einhergehen, sondern vielmehr zu einer besseren Integration aller ethnischen Minderheiten beitragen. Das schließe eine Förderung für Konzepte, die die spezielle Situation der Roma-Gemeinschaften in den Mitgliedstaaten berücksichtigen, nicht aus.

## Begriffe
In Strategiepapieren und Diskussionen der EU wird der Ausdruck „Roma“ weit gefasst und steht „im Zusammenhang mit einer Vielfalt von Personengruppen […], die sich als Roma, Zigeuner, Fahrende, Manouches, Aschkali, Sinti sowie durch andere Titel bezeichnen“. Europäische Organisationen verwenden im politischen Diskurs um Minderheiten den Ausdruck „Roma“ oftmals als einen Dachbegriff, der weiter gefasst ist als die Ethnie der Roma, teils auch in der Form „Roma und Fahrende“. Dies trifft auch für die Europäische Stelle zur Beobachtung von Rassismus und Fremdenfeindlichkeit und die Agentur der Europäischen Union für Grundrechte (FRA) zu. In ihren Berichten verwendet die FRA das Wort „Roma“ ausdrücklich als Dachbegriff, wobei sie in einem Bericht von 2009 „Roma, Sinti, Zigeuner, Jenische, Traveller etc., sowie ihre Untergruppen“, einschloss; im März 2010 wurde diese Definition ohne den Zusatz „etc.“ verwendet, und im Faktenblatt des FRA vom August 2010 heißt es: „Der Begriff „Roma“ wird als Dachbegriff für Personengruppen verwendet, die sich in ihren kulturellen Eigenschaften mehr oder weniger ähneln, wie die Roma, Sinti, Traveller, Aschkali und Calé. Diese Gruppen haben zudem eine gemeinsame Geschichte einer dauerhaften Ausgrenzung in europäischen Gesellschaften.“ Während die EU und die mit ihr verbundenen Institutionen den Dachbegriff unscharf, aber weit interpretieren, beschränken sich einzelne Befragungen der FRA aus Kostengründen auf einen kleineren Personenkreis. Der Europarat verwendet den Ausdruck „Roma und/oder Fahrende“ als Dachbegriff für Roma, Sinti, Kalé, Fahrende und diesen zugehörige Gruppen.
„Roma“ ist zugleich ein politischer Begriff, wie er auch seit den 1960er Jahren ein Dachbegriff im vorherrschenden Diskurs globaler Roma-Aktivisten verwendet wird. Die Unsicherheit der Schätzung der Zahl der Roma ist zum Teil darauf zurückzuführen, dass keine Einigkeit herrscht, welche Bevölkerungsgruppen zu den Roma zu zählen seien. Zählte man nur diejenigen Gruppen dazu, in denen Romanes oder eine Variante davon gesprochen wird, läge die Personenzahl bei schätzungsweise nur einem Drittel der Zahl, die offiziell von EU-Institutionen angegeben wird. Unabhängig von der Art der Schätzung wird jedoch davon ausgegangen, dass die verschiedenen, unter dem Dachbegriff Roma zusammengefassten Bevölkerungsgruppen die größte ethnische Minderheit Europas bilden.

## Grundlage
Zu den Grundlagen der Roma-Politik gehören Artikel 13 des Vertrags der Europäischen Gemeinschaft, die Richtlinie 2000/43/EG zur Gleichbehandlung ohne Unterschied der Rasse und die Richtlinie 2000/78/EG zur Gleichbehandlung im Bereich der Beschäftigung.
Die Europäische Kommission hebt mit Bezug auf Planungen für den Zeitraum von 2007 bis 2013 hervor, dass eine Integration der Roma maßgeblich zur Unterstützung der Lissabon-Ziele und der Kohäsion beitragen könne. Sie wies in diesem Zusammenhang darauf hin, dass der Europäische Rat im Jahr 2006 die Erhöhung der Erwerbsbeteiligung insbesondere von jungen Menschen, Frauen, älteren Arbeitnehmern, Menschen mit Behinderungen, legalen Zuwanderern und Minderheiten empfahl. Die Kommission stellte zudem in Aussicht, die Integration der Roma in den Rahmen des Programms Europa 2020 zu stellen.

## Aktivitäten und Stellungnahmen der EU und ihrer Mitgliedstaaten
Das Europäische Parlament verfasste seit 1984 zahlreiche Entschließungen, die in Gänze oder zu einem wesentlichen Teil die Situation der Roma betreffen, und der Rat der Europäischen Union verfasste seit 1989 mehrere Entschließungen (siehe Infobox).
In einer 1989 verfassten Entschließung des Rats der Europäischen Union wurde die Absicht bekundet, Maßnahmen zur Beseitigung der Haupthindernisse für den Zugang der Kinder von Sinti und Roma und Fahrenden zur Schulausbildung zu treffen. Maßnahmen der Gemeinschaft auf dem Gebiet der schulischen Betreuung für die Roma wurden zugleich in Koordination mit derjenigen weiterer nichtsesshafter Bevölkerungsgruppen betrachtet, insbesondere mit denjenigen für die der Kinder von Binnenschiffern, Zirkusangehörigen und Schaustellern.
Besondere Dringlichkeit nahm das Thema der Diskriminierungen gegen Roma in Europa im Zusammenhang mit der EU-Osterweiterung anlässlich der Beitrittsverhandlungen mit den neuen Mitgliedstaaten auf der Basis der Kopenhagener Kriterien an. Gegenüber den Beitrittsländern machte die EU konkrete Erwartungen bezüglich des Schutzes von Minderheiten, insbesondere der Roma, und der Diskriminierungsbekämpfung geltend. So unterzeichneten und ratifizierten alle neuen Mitgliedstaaten außer Lettland das Rahmenübereinkommen des Europarats zum Schutz nationaler Minderheiten, obwohl dieses noch nicht von allen alten Mitgliedstaaten unterzeichnet oder ratifiziert worden war; zudem waren sie verpflichtet, die Richtlinie 2000/43/EG in nationales Recht umzusetzen, obwohl diesbezüglich große Variationen in den alten Mitgliedstaaten weiterbestehen. Nach innen, unter bestehenden EU-Mitgliedstaaten, wird weniger Druck zum Abbau von Diskriminierungen ausgeübt, zumal die Kompetenzen der EU im Bereich Minderheitenschutz begrenzt sind. Vertreter der Rechte von Minderheiten kritisieren, dass die EU beim Minderheitenschutz mit zweierlei Maß messe.

### Empfehlungen des EU-Network of Independent Experts on Fundamental Rights
Im Jahr 2004 empfahl das EU-Network of Independent Experts on Fundamental Rights, welches auf Ersuchen des Europäischen Parlaments von der Europäischen Kommission geschaffen worden war, eine speziell auf die Integration der Roma ausgerichtete Richtlinie zu erlassen. Sie bezeichnete dies als den wichtigsten Beitrag zum Schutz von Minderheiten, den die Europäische Gemeinschaft im Rahmen ihrer bestehenden Möglichkeiten leisten könne. Dies sei auch aus dem Grund wichtig, dass die Richtlinie 2000/43/EG eine Diskriminierung, etwa bei der Ausstellung von Dokumenten durch die Verwaltung, nicht wirksam verhindere. Das EU-Network wies zugleich darauf hin, dass Roma in einigen Politikbereichen nicht als Zielgruppe erkannt werden. So würden die Roma in vielen Mitgliedstaaten weder für Strategien zum lebenslangen Lernen noch für nationale Beschäftigungspläne als Zielgruppe berücksichtigt. Es empfahl der Europäischen Kommission zudem die Einrichtung einer ständigen Koordinierungsausschusses für Roma-Fragen, die Ernennung von Verbindungsbeamten in der Europäischen Kommission, die Zuweisung einer zentralen Verantwortung für Roma an mindestens ein Mitglied der Kommission sowie die Einrichtung einer gesamteuropäischen steering group für Roma-Fragen, welche relevante Organe der EU, die OSZE, Regierungen der Mitgliedstaaten, Vertreter von Roma-Initiativen wie der Roma-Dekade oder des European Roma Forum sowie Vertreter relevanter Nichtregierungsorganisationen umfassen solle.

### Roma-Dekade
Im Jahr 2005 unterzeichneten zwölf der EU-Staaten die Decade of Roma Inclusion 2005–2015 („Roma-Dekade“), die aus einer Initiative der Soros-Stiftung hervorging. Diese Staaten verpflichteten sich dadurch, ihre Bemühungen zur Beseitigung der Diskriminierung der Roma zu verstärken. Die Roma-Dekade wird von der Weltbank und der EU gefördert. Im Zusammenhang mit der Roma-Dekade wurde 2005 der Roma Education Fund (REF) gegründet, der sich zum Ziel setzt, die Kluft zwischen den Bildungserfolgen von Roma und Nicht-Roma zu schließen. Der REF unterstützt Programme für eine Bildung hoher Qualität für Roma, insbesondere für den Abbau der Segregation bestehender Schulsysteme. Die Mittel für den REF stammen von der Weltbank, dem Open Society Institute und weiteren Sponsoren.
Das Europäische Parlament verfasste am 28. April 2005 eine Resolution zur Lage der Roma. Darin wies sie darauf hin, „dass der Holocaust an den Roma entsprechend der Schwere der Nazi-Verbrechen, deren Ziel es war, die Roma in Europa physisch zu vernichten, voll anerkannt werden muss“ und „dass eine große Anzahl von Roma Opfer des Kriegs und ethnischer Säuberungen in verschiedenen Teilgebieten des ehemaligen Jugoslawiens waren und dort weiterhin Opfer von Verfolgung sind“. Des Weiteren verurteilte sie die Diskriminierung der Roma und forderte den Rat, die Kommission, die Mitgliedstaaten und die Kandidatenländer auf, die Anerkennung der Roma als europäische Minderheit in Erwägung zu ziehen. Die Kommission solle das Anliegen der Roma auf gesamteuropäischer Ebene behandeln.
Am 1. Juni 2006 folgte eine Resolution zur Lage der Roma-Frauen in der Europäischen Union. Das Parlament wies darauf hin, dass Roma-Frauen zu den „am stärksten gefährdeten Gruppen und Individuen in den Mitgliedstaaten sowie den Beitritts- und Kandidatenländern“ zählten und sie mit „extremer Diskriminierung“ konfrontiert würden. In der Entschließung wurden Mehrfachdiskriminierung und Menschenrechtsverletzungen gegenüber diesen Frauen hervorgehoben und eine Reihe von Gegenmaßnahmen empfohlen.

### Gründung des Netzwerks EURoma
Im Juni 2007 einigten sich Vertreter von 12 EU-Mitgliedstaaten, ein europäisches staatenübergreifendes Netzwerk zu schaffen, um eine bessere Verwendung von Geldern der Strukturfonds für die Roma zu ermöglichen. Das daraufhin gegründete Netzwerk EURoma, in dessen Managementkomitee auch ein Repräsentant der Europäischen Kommission Mitglied ist, umfasst drei Arbeitsgruppen zu den Themen sozialer Inklusion, Beschäftigung und Bildung.

### Forderung des Europaparlaments nach einer europäischen Rahmenstrategie
Am 31. Januar 2008 verabschiedete das Europaparlament eine Entschließung, in der es die Kommission aufforderte, eine europäische Rahmenstrategie für die Eingliederung der Roma auszuarbeiten. Weitere Forderungen bezogen sich unter anderem auf die Behebung bestimmter Missstände; so forderte es die Kommission auf, „die Ausbeutung, die Zwangsbettelei und das Fernbleiben vom Schulunterricht von Roma-Kindern sowie die Misshandlung von Roma-Frauen zu bekämpfen“, forderte die Mitgliedstaaten auf, „den in der Vergangenheit festgestellten oder immer noch zu beklagenden schweren Menschenrechtsverletzungen im Gesundheitswesen, einschließlich ethnischer Segregation in Gesundheitseinrichtungen und Zwangssterilisierung von Roma-Frauen, unverzüglich ein Ende zu setzen und in geeigneter Weise zu begegnen“ und erinnerte daran, dass „sich alle Beitrittsstaaten im Zuge der Beitrittsverhandlungen und des Beitrittsverfahrens verpflichtet haben, die Eingliederung der Roma-Gemeinschaften voranzutreiben und ihre Rechte auf Bildung, Beschäftigung, Gesundheitsfürsorge und Wohnungen durchzusetzen“.

### Italiens biometrische Datenbank 2008 und politische Reaktionen
Die italienische Regierung unter Silvio Berlusconi entschied 2008, eine Datenbank mit Fingerabdrücken sämtlicher Roma anzulegen und darin biometrische Daten, auch von Minderjährigen, zu erfassen. Daraufhin forderte das Europäische Parlament die italienische Regierung auf, die Maßnahme zurückzunehmen, da Diskriminierung aus Gründen der Rasse und der ethnischen Herkunft nach Artikel 14 der Europäischen Menschenrechtskonvention untersagt ist. Unzulässig sei zudem eine direkte Diskriminierung der Unionsbürger, die von Roma abstammen, gegenüber anderen Bürgern, die sich solchen Verfahren nicht unterziehen müssten.

### Erster Gipfel zur Lage der Roma
Im Vorfeld zum ersten EU-Gipfel über die Roma im September 2008 legte die EU-Kommission den Bericht „Gemeinschaftliche Instrumente und Maßnahmen zur Integration der Roma“ vor.
Im Anschluss an den ersten Roma-Gipfel rief der Europäische Rat im Dezember 2008 zur Gründung eines integrierten europäischen Forums auf, um im Hinblick auf die Einbeziehung der Roma den Austausch bewährter Verfahren und Erfahrungen und die Zusammenarbeit zwischen allen Beteiligten, einschließlich der Repräsentanten der Roma, zu stimulieren. Daraufhin wurde das Forum für die Einbeziehung der Roma gegründet, auch Europäische Plattform für die Einbeziehung der Roma genannt, welches nationale Maßnahmen zur Bekämpfung der Ausgrenzung der Roma koordinieren soll. Es trat am 24. April 2009 erstmals zusammen, um Fortschritte seit dem ersten EU-Gipfel über die Roma im September 2008 in Brüssel zu untersuchen.
Das Europäische Parlament verfasste am 11. März 2009 eine Entschließung zur sozialen Lage der Roma und der Verbesserung ihres Zugangs zum EU-Arbeitsmarkt; das Parlament stellte fest, „dass das Bild der Roma im Kulturkreis der Europäischen Union von einer starken Familientradition geprägt ist; weist darauf hin, dass die Roma-Familie von der Öffentlichkeit als kinderreiche Familie mit traditioneller Rollenverteilung wahrgenommen wird, in der mehrere Generationen zusammenleben, Verwandte in unmittelbarer Nähe wohnen und Beziehungen umfassend gepflegt werden“, und die Programme der EU müssten „auf die Stärken dieses natürlichen sozialen Netzes bauen“ und „eine aktivere Rolle bei der Förderung der Kultur der Roma-Minderheit übernehmen“; zugleich schloss es sich „der Auffassung des Europäischen Wirtschafts- und Sozialausschusses an, wonach Roma-Frauen in der Familienhierarchie einen geringen Status haben, früh heiraten, oft unter häuslicher Gewalt leiden und häufig zu Opfern von Prostitution und Menschenhandel werden“ und Programme sollten „auf die individuelle Loslösung von traditionellen Hierarchien und auf die sozioökonomische Unabhängigkeit der Mitglieder von Roma-Gemeinschaften, insbesondere Frauen, abzielen“. Es „vertritt die Auffassung, dass die Bewahrung der Sprache und der Kultur der Roma ein gemeinschaftliches Anliegen ist; kann sich der Vorstellung der Roma als Bürger einer „europäischen Nation“ ohne Staat jedoch nicht anschließen, weil dies die Mitgliedstaaten ihrer Verantwortung entheben und die Möglichkeit der Integration in Frage stellen würde“. Es forderte, die Kommission solle eine kohärente politische Strategie ausarbeiten und einen hohen Grad an Koordinierung anstreben sowie „den Mitgliedstaaten nahezulegen, so rasch wie möglich schlüssige Beschäftigungskonzepte für benachteiligte Gruppen, einschließlich der Roma im Erwerbsalter, anzunehmen, mit flankierenden Maßnahmen zur Erleichterung der allmählichen Eingliederung dieser Gruppe in den Arbeitsmarkt, um der durch das Sozialhilfesystem geschaffenen Abhängigkeit entgegenzuwirken“.
Es verlangte den Aufbau eines wissenschaftlichen Netzes von Roma-Sachverständigen und kritisierte, dass das Rahmenübereinkommen des Europarats zum Schutz nationaler Minderheiten von 1995 nicht ohne Einschränkung durch alle Mitgliedsstaaten ratifiziert worden war. Das Parlament forderte weitgehende, mit Roma-Vertretern abgestimmte Maßnahmen, welche die Arbeitsmarktintegration der Roma verbessern und zugleich die Wohnraumsituation mitberücksichtigen sollten. So forderte sie die Kommission auf, „nationale Behörden dazu aufzurufen, die diskriminierende Vertreibung von in Slums lebenden Roma zu beenden und stattdessen konkrete Wohnraumprojekte zu entwickeln“, forderte die Mitgliedstaaten auf, „einen proaktiveren Ansatz zu verfolgen, indem sie die Verlagerung von Arbeitsplätzen dorthin, wo sich die Roma-Gemeinschaften befinden, fördern und ferner Roma ermuntern, dorthin umzuziehen, wo es Arbeitsplätze gibt“.
Der für den Zeitraum Januar 2010 bis Juni 2011 amtierende EU-Dreiervorsitz (Spanien, Belgien und Ungarn) erklärte im November 2009 die wirtschaftliche und soziale Integration der Roma zu einem seiner Schwerpunkte.

### Zweiter Gipfel zur Lage der Roma
Nach dem zweiten europäischen Roma-Gipfel veröffentlichte das Europäische Parlament am 25. März 2010 eine Entschließung zur Lage der Roma.
Das Europäische Parlament erklärte sich in seiner Entschließung vom März 2010 „zutiefst besorgt“ darüber, dass sein Ersuchen vom 31. Januar 2008 um die Ausarbeitung einer europäischen Roma-Strategie in Zusammenarbeit mit den Mitgliedstaaten, mit der die Bemühungen um eine Verbesserung der Situation der Roma besser koordiniert und vorangebracht werden sollten, bisher ohne Antwort geblieben war, und forderte die Europäische Kommission auf, eine umfassende europäische Strategie für die Integration der Roma als das Instrument zur Bekämpfung sozialer Ausgrenzung und Diskriminierung der Roma zu entwickeln. Es erwarte von der nächsten Mitteilung der Kommission zur Integration der Roma, welche nach dem folgenden Europäischen Gipfeltreffen zur Lage der Roma erwartet werde, unter anderem „klare Ziele und Verfahren für die künftige Gestaltung der Roma-Politik“.
Der zweite Roma-Gipfel war Anlass für Kritik an den Aktivitäten der EU im Zusammenhang mit den Roma; den Kritikern zufolge hat sich die Lage der Roma verschlechtert, und es fehle an politischem Willen zur Veränderung.
Die Europäische Kommission erklärte am 7. April 2010 in einer an den Rat, das Europäische Parlament, den Europäischen Wirtschafts- und Sozialausschuss und den Ausschuss der Regionen Soziale und wirtschaftliche Integration der Roma gerichteten Mitteilung, dass Maßnahmen gegen die Ausgrenzung der Roma in den größeren Rahmen der europäischen Gleichstellungs-, Integrations- und Wachstumspolitik zu stellen sind. Sie nannte als eine der künftigen Herausforderungen die „Einbeziehung von Fragen der Roma-Integration in die großen Politikbereiche Bildung, Beschäftigung, öffentliche Gesundheit, Infrastruktur und Stadtplanung sowie wirtschaftliche und territoriale Entwicklung anstelle einer separaten Behandlung“. Die Nutzung des Potenzials der Roma-Gemeinschaften zur Unterstützung des „integrativen Wachstums“ bezeichnete sie als Teil der Strategie Europa 2020.
Mit der EU-Verordnung 437/2010 vom 19. Mai 2010 schuf die EU die Basis dafür, dass Wohnungsbaumaßnahmen für marginalisierte Bevölkerungsgruppen, insbesondere in den neuen Mitgliedstaaten der EU, durch den Europäischen Fonds für regionale Entwicklung gefördert werden können. Diese Maßnahmen sollen im Rahmen eines integrierten Ansatzes durchgeführt werden, der Maßnahmen in den Bereichen Bildung, Gesundheit, Soziales, Beschäftigung und Sicherheit sowie Maßnahmen zur Aufhebung der Segregation umfasst.

### Entschließung des Parlaments zum Prozess der europäischen Integration des Kosovo
Das Europäische Parlament nahm in seiner Entschließung vom 8. Juli 2010 zum Prozess der europäischen Integration des Kosovo Stellung. Das Europäische Parlament, so die Entschließung,
27. unterstreicht, dass die labile politische Lage, das Auftreten von Zwischenfällen zwischen den Volksgruppen in einigen Regionen und schlechte wirtschaftliche Bedingungen die dauerhafte Rückkehr von Flüchtlingen immer noch behindern, und fordert verstärkte Anstrengungen, um ihre Situation zu verbessern;
28. weist auf die schwierige Lage und die Diskriminierung hin, denen Minderheiten und insbesondere Roma beim Zugang zu Bildung, Wohnraum, Sozialdiensten und Beschäftigung ausgesetzt sind; begrüßt die Initiative der Kommission, die bleiverseuchten Lager im Norden von Mitrovica zu schließen und die dort lebenden Familien umzusiedeln, und fordert deren rasche Umsetzung; teilt die Besorgnis des Kommissars für Menschenrechte des Europarates, dass das Kosovo noch nicht in der Lage ist, angemessene Bedingungen für eine Wiedereingliederung zwangsrückgeführter Roma zu schaffen, und drängt die Mitgliedstaaten, auf diese Praxis zu verzichten; nimmt in diesem Zusammenhang die zwischen den deutschen und kosovarischen Behörden getroffene Vereinbarung zur Kenntnis, schrittweise 14 000 Flüchtlinge, darunter 10 000 Roma, in das Kosovo rückzuführen, und drängt die Kommission, die Ad-hoc-Hilfsprogramme zu intensivieren; fordert die Länder, die an der Roma-Dekade teilnehmen, auf, die Einbeziehung des Kosovo in die Programme zu erleichtern;
29. betont, dass Bildung von entscheidender Bedeutung ist, und zwar sowohl wenn es darum geht, Jugendlichen die für den Arbeitsmarkt notwendigen Fähigkeiten zu vermitteln, als auch wenn es darum geht, einen Beitrag zur Aussöhnung zwischen den Volksgruppen zu leisten; ruft daher dazu auf, schrittweise gemeinsame Klassen und das Unterrichten von Minderheitensprachen einzuführen, insbesondere Serbisch für Schüler der albanischen Volksgruppe, sowie von Albanisch für alle Minderheiten; begrüßt die jüngste Errichtung der Internationalen Handelsschule in Mitrovica, die eine bedeutende internationale Investition in die örtliche Wirtschaft bedeutet, Studenten aus allen Gemeinschaften anzieht und das Ziel verfolgt, durch die Förderung des Unternehmergeistes jungen Menschen eine Perspektive zu bieten und ihnen die europäischen Berufsstandards in den Bereichen Wirtschaft, Umwelt und öffentliche Verwaltung nahezubringen;
30. betont, dass die Achtung der kulturellen Vielfalt immer das Herzstück des europäischen Projekts bildet […]

### Europäische Reaktionen auf Roma-Abschiebungen in Frankreich im Sommer 2010
Im Juli 2010 kündigte die französische Regierung unter Nicolas Sarkozy verschärfte Maßnahmen zur Abschiebung von Roma aus Frankreich im Sommer 2010 an. Ab Juli wurden zahlreiche illegale Wohnlager von Roma – Baracken- und Wagensiedlungen – geräumt und dort lebende EU-Bürger ausgewiesen und kollektiv in ihre Herkunftsländer zurückgeführt. Diese Maßnahmen wurden alsbald von Vertretern von Kirchen und Nichtregierungsorganisationen, später auch von Institutionen der Europäischen Union, scharf kritisiert.
Die erste politische Reaktion auf europäischer Ebene stammte jedoch vom Europarat, nicht von den Organen der EU. Am 24. August 2010 äußerte sich die Europäische Kommission gegen Rassismus und Intoleranz (ECRI) des Europarats „zutiefst besorgt“ über die Behandlung von Roma-Migranten in Frankreich im Sommer 2010. Die französische Regierung habe durch ihre Aktionen Roma-Migranten stigmatisiert. Roma würden kollektiv für Straftaten und einen Missbrauch der Personenfreizügigkeit in der EU verantwortlich gemacht. Antiziganismus stelle eine besondere Form des Rassismus dar und sollte in allen europäischen Ländern effektiv bekämpft werden. Um einer Marginalisierung der Roma und dem damit unvermeidlich einhergehenden negativen Bild dieser Gruppe entgegenzuwirken, seien ausreichend finanziell geförderte und an die eigentlichen Zielgruppen gerichtete Programme erforderlich.
Frankreichs Premierminister François Fillon erklärte in einem Brief an den Präsidenten der Europäischen Kommission, die Europäische Kommission müsse sicherstellen, dass die jährlichen vier Milliarden Euro europäischer Hilfen für Rumänien dort auch für die Eingliederung der Roma eingesetzt werden. Als Vertreter der Innenministerien von sieben EU-Staaten sich am 6. September in Paris zur Beratung über Integration und Asyl trafen, nahm die EU-Innenkommissarin als Beobachterin teil.
Das Europäische Parlament befasste sich in der Plenarsitzung vom 7. September 2010 mit der Abschiebung von Roma im Sommer 2010 durch die französische Regierung. In dieser Sitzung kritisierten Vertreter der GUE und der ALDE im Europäischen Parlament die Maßnahme Frankreichs, während sich ein Vertreter der ECR gegen eine Vorverurteilung Frankreichs aussprach. Die Grünen/EFA und die S&D äußerten dagegen vor allem Kritik an der EU-Kommission, die nicht klar genug gegen diese Maßnahme Frankreichs Stellung genommen habe. Am 9. September 2010 verabschiedete das Europäische Parlament mit 337 zu 245 Stimmen eine Resolution zur Abschiebungspolitik Frankreichs, in der sie Frankreich aufforderte, unverzüglich die Ausweisung von Roma in ihre Heimatländer auszusetzen, und kritisierte die „verspätete und begrenzte Reaktion der Europäischen Kommission“. Es forderte eine umfassende gemeinsame EU-Strategie und legte EU-Organen nahe, Roma-Gemeinschaften von der untersten Ebene bis zur Ebene internationaler Nichtregierungsorganisationen in den Prozess der Gestaltung einer umfassenden EU-Politik für die Roma einzubeziehen.
Am 14. September 2010 kündigte EU-Justizkommissarin Viviane Reding die Einleitung eines Vertragsverletzungsverfahrens gegen Frankreich an. Wenige Tage zuvor war durch französische Medien eine Dienstanweisung des französischen Innenministeriums vom 5. August bekannt geworden, nach der „systematisch unzulässige Lager zerstört“ werden sollten, „zuerst die der Roma“, die im krassen Widerspruch zu früheren Aussagen Frankreichs gegenüber der EU-Kommission stand. Frankreich soll in dem Verfahren die Verletzung des Grundsatzes des freien Personenverkehrs sowie die Verletzung von Verfahrensgarantien vorgeworfen werden. Die Abschiebungen durch Frankreich, der Wortlaut der Kritik Redings und die Aussagen einzelner Politiker waren Gegenstand harscher Auseinandersetzungen auf dem EU-Gipfeltreffen am 16. September.
Ende September, nur wenige Tage vor der geplanten Diskussion der EU-Kommission über ein mögliches Verfahren gegen Frankreich wegen diskriminierender Verletzung der Bestimmungen über den freien Personenverkehr, legte der französische Einwanderungsminister Éric Besson einen Gesetzentwurf zur Verschärfung der für EU-Bürger geltenden Immigrationsgesetze vor. Ursprünglich war vorgesehen gewesen, dass der Entwurf für ein neues Einwanderungsgesetz lediglich einige europäische Vorschriften ins französische Recht umsetzen sollte; in den Entwurf wurden jedoch auch zahlreiche Bestimmungen aufgenommen, die eine Grundlage für die von Staatspräsident Sarkozy im Juli 2010 verkündete härtere Vorgehensweise gegen Kriminelle und illegal im Land lebende Ausländer legen sollen.
Am 29. September wählte die Kommission eine abgemilderte Vorgehensweise gegen Frankreich. Sie sah vorläufig von dem Diskriminierungsvorwurf ab und drohte zunächst die Einleitung des Vorverfahrens zu einem Vertragsverletzungsverfahrens wegen Nichtumsetzung der Freizügigkeitsrichtlinie für den Fall an, sofern Frankreich nicht bis zum 15. Oktober 2010 einen Entwurf der Maßnahmen zur Umsetzung der Freizügigkeitsrichtlinie und einen Umsetzungszeitplan vorlegt. Beobachter sahen in dem Umstand, dass die Kommission nicht unmittelbar ein Vertragsverletzungsverfahren einleitete, eine Bedrohung der Glaubwürdigkeit der Europäischen Union. Am 14. Oktober kündigte Frankreich allerdings an, seine Gesetzgebung anzupassen, um dem Europarecht zu genügen.
Anfang Oktober bekräftigte die französische Regierung ihre Absicht, Fingerabdrücke von allen Personen zu nehmen, die finanzielle Hilfen zur Rückführung erhalten.

### Gesellschaftliche Debatte um die Roma-Abschiebungen
Der Präsident des European Roma and Travellers Forum Rudko Kawczynski kritisierte im Zusammenhang mit den Ausweisungen der Roma aus Frankreich, dass es in Europa einen weit verbreiteten Antiziganismus gebe und sich die Europäische Kommission einer Auseinandersetzung damit beharrlich verweigere. Die Kommission sei gefordert, „massivst auf die Menschenrechte hinzuweisen und auf die Verantwortung der einzelnen Staaten gegenüber ihren Staatsangehörigen“, um die Probleme der Roma in der Europäischen Union wirksam anzugehen – beispielsweise die Situation, „dass Schulen nicht bereit sind, diese Kinder, diese Romakinder in die Schulen zu lassen, dass es massivste Diskriminierungsstereotypen gibt, dass 75 Prozent der europäischen Bevölkerung schlicht und ergreifend die sogenannten Zigeuner ablehnt, sie nicht neben sich duldet“.
Der französische Philosoph André Glucksmann bezeichnete den Umgang Frankreichs mit den Roma als eine europäische Angelegenheit: Wenn der Hass auf die “Zigeuner” in den osteuropäischen Staaten weit verbreitet ist und dort seine schlimmsten Auswüchse zeitigte, so ist er im Westen ebenfalls nicht unbekannt: Die Literatur und die Oper des 19. Jahrhunderts – von Victor Hugo bis hin zu Verdi – ist voller Zeugnisse der Ängste, welche die Sesshaften angesichts einer nichtterritorialen Kollektivität empfanden. […] Indem die Europäische Union – endlich! - den freien Reiseverkehr für alle einführte, hat sie die uralten Ängste wiederaufleben lassen, das Verdrängte kehrt zurück. […] Das postmoderne Europa […] hat eine Heidenangst vor den “Roma”, jenen aus freien Willen und Tradition Umherschweifenden. Vor dem Hintergrund der Aufhebung der Grenzen, der Europäisierung der Nationen und der Globalisierung des Kontinents sei die Furcht vor den Roma tatsächlich die Angst vor „uns selbst“, vor der eigenen Entwurzelung. Es falle den wohlhabenden Staaten zu, eine „intellektuelle Revolution“ durchzuführen, welche die Legitimität eines jahrhundertealten transeuropäischen Nomadentums anerkenne. Das Recht umherzuziehen ist, so Glucksmann, der Demokratie unauslöschlich eingeschrieben. In diesem Zusammenhang kritisierte er fehlende Schritte der EU: Die Brüsseler Bürokraten, diese Ädilen des modernen Europas, haben keinen einzigen Schritt unternommen, damit das Recht der Roma auf Freizügigkeit gewahrt bleibt.
UN Menschenrechtskommissarin Navi Pillay betonte im September 2010 in einem Pressebeitrag die starke Abneigung gegenüber den Roma, die ihrer Aussage zufolge in Europa herrsche, trotz der Anstrengungen einiger EU-Staaten sowie internationaler und regionaler Organisationen. Sie warnte: „Diese Spannungen können eskalieren, weil viele Roma wegen der Wirtschaftskrise ihre Heimat verlassen haben, um anderswo Arbeit zu finden. In der Folge sind Gewalt und Diskriminierung gestiegen.“ Sie kritisierte den Umgang mit Roma in mehreren Staaten Europas, so auch in Deutschland.

## Förderung durch die EU
Die EU fördert zahlreiche lokale Initiativen und überregionale Projekte, die die Partizipationsmöglichkeiten der Roma stärken sollen. Die Förderung geschieht unter anderem durch den Europäischen Sozialfonds. Schätzungen der EU-Kommission sind (Stand: 2010) seit dem Jahr 2000 ungefähr 300 Millionen Euro aus dem EU-Strukturfonds direkt für Projekte zugunsten der Roma aufgewendet worden, und eine weitere Milliarde Euro wurde allgemeiner für benachteiligte Gruppen eingesetzt.
Als ein Beispiel gelungener Maßnahmen (best practices) führte die Europäische Kommission ein Projekt zur Integration der Roma in Avilés an. In einzelnen EU-Förderprogrammen werden Roma mitberücksichtigt. Beispielsweise wurde den Sinti, Roma und Fahrenden (einschließlich Schaustellern, Zirkusartisten und Binnenschiffern) innerhalb des Comenius-Programms Priorität als Zielgruppe eingeräumt.
Beim ersten EU-Gipfel über die Roma im September 2008 wurden zehn gemeinsame Grundsätze für die Eingliederung der Roma präsentiert; diese wurden bestätigt und im Juni 2009 als Teil der Schlussfolgerungen der Tagung der Arbeits- und Sozialminister der Europäischen Union veröffentlicht (siehe Kasten). Obschon diese Grundsätze keine rechtsverbindliche Wirkung besitzen, besteht Einigkeit, dass sie künftigen Initiativen zugrunde gelegt werden sollen.
In einem Flyer der Europäischen Union werden folgende Grundsätze als innovativ herausgestellt: Roma sollen nicht als separate Gruppe herausgegriffen werden, sondern vielmehr soll der Lebensstandard aller, die unter ähnlichen Verhältnissen leben, verbessert werden (Grundsatz 2). Der interkulturelle Ansatz (Grundsatz 3) unterstreicht den gegenseitigen Lernprozess und die Bekämpfung von Vorurteilen und Klischees. Die volle Teilhabe der Roma an allen Aspekten der Gesellschaft soll unterstützt werden, nicht die Schaffung separater Siedlungen oder Arbeitsmärkte für Roma (Grundsatz 4).
Am 7. September 2010 erklärte die EU-Justizkommissarin, dass vorhandene Mittel aus dem EU-Sozialfonds nicht abgerufen wurden und insbesondere nicht zur Integration der Roma genutzt wurden. Sie kündigte an, dass vor dem Hintergrund der massenhaften Ausweisungen von Roma aus Frankreich nun ein Sonderausschuss prüfen würde, warum die Mittel nicht abgerufen wurden.

## Aktivitäten des Europarats
Der Europarat, dem neben den EU-Mitgliedstaaten auch weitere Staaten angehören, befasst sich seit den 1990er Jahren intensiv mit dem Minderheitenschutz in Europa. Nach dem Ende des Kalten Krieges hatten verschiedene Minderheitenorganisationen Druck auf den Europarat ausgeübt, Minderheiten durch ein Zusatzprotokoll zur Europäischen Menschenrechtskonvention (EMRK) weitgehender zu schützen. Dieses Vorhaben wurde politisch nicht durchgesetzt. Stattdessen wurde im Jahr 1992 wurde die Europäische Charta der Regional- oder Minderheitensprachen und 1995 das Rahmenübereinkommen zum Schutz nationaler Minderheiten verabschiedet.
Die Parlamentarische Versammlung des Europarates sprach sich in der Empfehlung Nr. 1203 von 1993 für die Ernennung eines Europäischen Bürgerbeauftragten für Roma/Sinti aus. In der Empfehlung wurde unter anderem auch die Bedeutung der Bildung für Roma-Frauen hervorgehoben.
1994 wurde ein Koordinator für alle die Roma anbetreffenden Aktivitäten des Europarats eingesetzt. Da die Situation der Roma vielfältige verschiedene Aspekte berührt, insbesondere Bildung, Gesundheit, Wohnraum, Soziales, Diskriminierung, und da sich mehrere internationale Organisationen mit der Lage der Roma befassen, so inzwischen auch OSZE, Europäische Kommission, UNHCR, UNHCHR, UNDP, UNMIK, sowie die für die Roma-Dekade Verantwortlichen, kommt dem Koordinator eine wichtige Rolle zu. Im September 1995 wurde beschlossen, dass das Ministerkomitee ein Komitee von Experten über Roma und Fahrende aufstellen sollte, das die Situation von Roma und Fahrenden in Europa regelmäßig überprüft.
Das am 1. Februar 1995 beschlossene Rahmenübereinkommen zum Schutz nationaler Minderheiten enthält keine Definition nationaler Minderheiten. Es wird in einzelnen europäischen Staaten ausdrücklich auf die Roma angewandt, so auf Sinti und Roma deutscher Staatsangehörigkeit in Deutschland und auf Roma in Mazedonien und Slowenien.
Die Europäische Kommission gegen Rassismus und Intoleranz (ECRI) des Europarats gab am 6. März 1998 eine Empfehlung zur Bekämpfung von Rassismus und Intoleranz gegen Roma/Sinti. Darin empfahl sie den Mitgliedstaaten, die relevanten völkerrechtlichen Rechtsinstrumente, insbesondere das Rahmenübereinkommen zum Schutz nationaler Minderheiten ebenso wie die Europäische Charta der Regional- oder Minderheitensprachen, zu unterzeichnen und zu ratifizieren, dafür zu sorgen, dass der für die verschiedenen Roma/Sinti-Gemeinschaften verwendete offizielle Name „der Name ist, mit dem die jeweilige Gemeinschaft bezeichnet werden möchte.“ Sie empfahl, gegen Rassismus und Intoleranz vorzugehen und dafür der effektiven Umsetzung der in der allgemeinen politischen Empfehlung Nr. 1 der ECRI enthaltenen Bestimmungen hohe Priorität zu geben. Sie rief zur Bekämpfung von Diskriminierung auf, schlug Maßnahmen zur Wahrung der Rechte von Roma/Sinti vor und empfahl, sicherzustellen, dass die Fragen des “Reisens” innerhalb eines Landes auch bezüglich der Stadtplanung „so gelöst werden, dass die Lebensweise der betroffenen Personen dadurch nicht beeinträchtigt wird“. Weitere Empfehlungen betrafen die Bekämpfung der doppelten Diskriminierung von Roma/Sinti-Frauen, die Aufhebung der schulischen Segregation und die Ermutigung von Roma/Sinti-Organisationen, eine aktive Rolle zur Stärkung der Gesellschaft zu spielen.
Der Umsetzung der Empfehlung Nr. R (2000) 4 des Ministerkomitees zur Erziehung von Roma-Kindern in Europa dient das Projekt “Education of Roma children in Europe”. Zu den Empfehlungen des Europarats zählen weiterhin eine Empfehlung aus dem Jahr 2004 zur Freizügigkeit und zwei aus den Jahren 2005 und 2009 zur Wohnsituation.
Der Europarat unterstützte die Gründung des Europäischen Forums für Roma und Fahrende (EFRT). Gemeinsam mit der Europäischen Kommission führt der Europarat die Kampagne Dosta zur Überwindung von Stereotypen und Vorurteilen.
Der Menschenrechtskommissar des Europarats, Thomas Hammarberg, befasste sich mit Roma-Lagern im Kosovo und kritisierte mehrfach die Ausweisung von Roma nach Kosovo. In einer am 22. Februar 2010 veröffentlichten Stellungnahme prangerte er die Diskriminierung der Roma durch die europäische Migrationspolitik an. Er wies dabei insbesondere auf die Lebenssituation von Hunderten von Roma-Flüchtlingen in den bleiverseuchten Lagern „Cesmin Lug“ und „Osterode“ in Nord-Mitrovica im Kosovo an. Er erklärte zugleich, dass europäische Regierungen offenbar insgesamt nicht anerkannten, dass Roma schutzbedürftig sein könnten. Dies zeige sich auch daran, dass Roma aus Ungarn oder Tschechien in Kanada als Flüchtlinge anerkannt wurden, während dies innerhalb der EU grundsätzlich nicht möglich ist. Europäische Regierungen knüpften die Gewährung von Visa-Erleichterungen und anderen Privilegien daran, dass Rückführungsabkommen getroffen werden, auf deren Basis Abschiebungen erfolgen können. Dadurch rückten individuelle Schicksale der Flüchtlinge in den Hintergrund. Er wies zugleich auf den „andauernden Antiziganismus in weiten Teilen Europas“ hin. Roma seien die am stärksten diskriminierte Gruppe in Europa. Roma-EU-Bürgern werde häufig das Recht auf Freizügigkeit verwehrt, Roma-Flüchtlinge aus Drittstaaten hätten eine weit geringere Chancen auf Anerkennung als die vergleichbare Nicht-Roma. Die gegenwärtige Praxis, Roma zwischen Staaten hin und her zu schieben, bezeichnete er als unmenschlich. Viele betroffene Roma-Kinder seien in denjenigen Ländern geboren worden und aufgewachsen, aus denen sie jetzt abgeschoben würden. Er betonte, europäische Staaten sollten die erheblichen Geldsummen, die derzeit für die Rückführung von Roma ausgegebenen würden, besser für die Integration der Roma in ihre eigenen Gesellschaften einsetzen.
Die Parlamentarische Versammlung des Europarates verabschiedete am 22. Juni 2010 eine Resolution zur Situation der Roma in Europa und diesbezüglichen Aktivitäten des Europarats. Darin heißt es:
2. Die Parlamentarische Versammlung ist schockiert über die jüngsten Ausschreitungen gegen Roma in mehreren Mitgliedstaaten des Europarats, die einen zunehmenden Trend in Europa in Richtung eines Anti-Zigeunertums der schlimmsten Art zum Ausdruck bringen.
3. Unter Ausnutzung der Finanzkrise profitieren extremistische Gruppen von den Ängsten, die aus einer Gleichsetzung von Roma mit Kriminellen entstehen, indem sie sich ein leicht zu treffendes Ziel als Sündenbock nehmen, da Roma zu den Allerverwundbarsten zählen.
4. Diese Situation erinnert an die dunkelsten Stunden der Geschichte Europas. […]
Die Parlamentarische Versammlung führte in der Resolution weiter aus, dass die von den Mitgliedstaaten des Europarats unternommenen Initiativen zur Verbesserung der Situation der Roma nicht ausreichten, da keine Gesamtkoordination erfolge und sie nicht aufeinander abgestimmt seien. Nach Ethnien und Geschlecht aufgeschlüsselte Datenerhebungen seien nach Auffassung der Europäischen Kommission gegen Rassismus und Intoleranz (ECRI) ein sinnvolles Instrument, das eine Auswertung des Erfolges von Maßnahmen ermögliche. Die Versammlung rief die Gemeinschaft der Roma auf, jede Gelegenheit der politischen Mitwirkung zu nutzen. Zugleich kritisierte sie, dass es unter Mitgliedstaaten den Trend gebe, die Situation der Roma in den Verantwortungsbereich internationaler Organisationen zu schieben und erinnerte daran, dass Bildung, Beschäftigung, soziale Integration, das Gesundheits- und Wohnungswesen fast zur Gänze in nationaler Verantwortlichkeit liegen. Sie führte detailliert aus, welche Schritte sie von den Mitgliedstaaten erwartete, um Diskriminierungen gegen Roma wirksam zu begegnen; zugleich rief sie auf, der häuslichen Gewalt insbesondere gegen Frauen und Kinder sowie Zwangs- und Kinderheiraten entgegenzutreten und verlangte von den Roma-Gemeinschaften, die Diskriminierung und Gewaltanwendung gegen Frauen und Kinder in ihren eigenen Gemeinschaften zu bekämpfen.
Im September 2010 stellte der Generalsekretär des Europarates, Thorbjørn Jagland, dem Ministerkomitee eine Initiative zur Verbesserung der Lage der Roma vor, bei der eine Beteiligung von Europarat, Europäischer Union und der nationalen Regierungen geplant ist. Zunächst sollte dabei geklärt werden, welche Normen des Europarates und der EU im Fall der Migration der Roma anwendbar sind. In einer am 7. Oktober verabschiedeten Entschließung verurteilte der Europarat Massenausweisungen und Hassreden gegen Roma. Er forderte, kollektive Abschiebungen von Roma in das Kosovo zu stoppen. Vor einer Rückführung müssten die Sicherheit und angemessene Lebensbedingungen der Roma sichergestellt werden.

## Über Europa hinaus reichende internationale Organisationen

### OSZE
Als weiterer Akteur im Bereich der Roma-Politik sind die Organisation für Sicherheit und Zusammenarbeit in Europa (OSZE) sowie ihr Vorgänger, die Konferenz über Sicherheit und Zusammenarbeit in Europa (KSZE), hervorzuheben. Die OSZE umfasst alle europäischen Staaten, die Nachfolgestaaten der Sowjetunion sowie die USA und Kanada. Sie gehörte zu den ersten internationalen Organisationen, die nach der Auflösung des Ostblocks auf die problematische Situation der Roma im Hinblick auf ethnisch motivierte Gewalt und Diskriminierung hinwiesen.
Innerhalb der OSZE befasst sich das Büro für Demokratische Institutionen und Menschenrechte (BDIMR) mit den Roma.
Der Hohe Kommissar für nationale Minderheiten (HKNM), das wichtigste Organ der OSZE für den Schutz von Minderheiten, ist im Allgemeinen aufgrund von Mandatsbeschränkungen nicht mit Minderheiten ohne Mutterstaat befasst, somit auch nicht mit den Roma. Im Jahr 1993 wurde der Hohe Kommissar beauftragt, die auf die Roma-Bevölkerung in einigen Mitgliedsstaaten bezogenen sozialen, wirtschaftlichen und humanitären Probleme zu untersuchen und über die Relevanz, die diese Probleme für sein Mandat haben, zu berichten. In seinem im selben Jahr vorgelegten Bericht bestätigte er seine Bindung durch sein Mandat, gab aber zugleich Empfehlungen für das weitere Engagement der KSZE, insbesondere für eine Verstärkung der Arbeit des BDIMR in diesem Bereich. Bei Anliegen, die die Roma betreffen, wird der Hohe Kommissar dann aktiv, sofern sie in den Bereich seines Mandats fallen.
Innerhalb des Warschauer BDIMR wurde 1994 die Kontaktstelle für Roma und Sinti eingerichtet. Die vorrangig von ihr behandelten Belange sind politische Mitwirkung, Diskriminierung und rassistische Gewalt, Bildung und die Wohnsituation. Der Ministerrat der OSZE verfasste am 3. Dezember 1998 einen Beschluss über die Verstärkung der Fähigkeiten der OSZE im Hinblick auf Fragen der Roma und Sinti. Im Jahr 2003 veröffentlichte die OSZE einen umfassenden „Aktionsplan zur Verbesserung der Lage der Roma und Sinti im OSZE-Gebiet“.

### Vereinte Nationen
Innerhalb der Vereinten Nationen befasst sich der UNHCR mit der Situation von Roma als Flüchtlinge oder Vertriebene, so auch mit der Schutzbedürftigkeit vertriebener Minderheiten im Kosovo und ließ dort beispielsweise Flüchtlingslager in Trepča einrichten; diese wurden allerdings später wegen hoher Bleiverseuchung vielfach kritisiert.
Die Organisation UNICEF berichtet über die Situation von Roma-Kindern. Sie befasst sich vor allem mit ihrer Situation in Südosteuropa und prangert an, dass Roma-Kinder dort aufwachsen müssen, ohne dass ihre Rechte als Kinder gewahrt wären. Sie kritisierte die Abschiebung von Roma-Flüchtlingskindern, die in Deutschland bereits sprachlich, sozial und schulisch weitgehend integriert waren, in den Kosovo.

## Internationale politische Partizipation von Roma

Offizielle Flagge der Roma

1965 entstand in Paris das Comité International Tsigane, das voneinander unabhängige Organisationen und Vereinigungen der Roma verband. Das CIT organisierte den ersten Weltkongress der Roma, der 1971 in London stattfand. Es nahmen ungefähr fünfzig Repräsentanten aus vierzehn Ländern am Kongress teil, darunter auch Nicht-Roma. Slobodan Berberski wurde Präsident der Roma ernannt, und fünf Kommissionen – für Gesellschaft, Bildung, Verteidigung, Sprache und Kultur – wurden einberufen. Der Kongress sprach sich für die Bezeichnung „Roma“ aus, Mitglieder der UN wurden um eine symbolische Anerkennung der Roma als für sich stehende nationale Gruppe ersucht, das Projekt einer Roma-Flagge wurde gebilligt, die offizielle Hymne der Roma wurde auf dem Kongress zum ersten Mal gesungen und die Parole „Opre Roma!“ – „Stehet auf, Roma!“ wurde angenommen. Weitere Weltkongresse der Roma fanden 1978 in Genf, 1981 in Göttingen, 1990 in Serock und 2000 in Prag statt. In Genf wurden offizielle Delegierte für die UNO, die Menschenrechtskommission und die UNESCO gewählt und, die die International Romani Union (IRU) gegründet, die für eine Anerkennung der Roma als eigenständige Nation eintritt. In Prag wurde ein aus Vertretern von 32 Ländern bestehendes Roma-Parlament geschaffen und die International Romani Union Charter (Charta der IRU) verabschiedet. Anfang der 1990er Jahre entstand in Konkurrenz zur IRU der Roma National Congress, mit der Forderung eines speziellen Status als transeuropäischer Minderheit mit Reise- und Niederlassungsfreiheit.
Zu nennen ist vor allem auch das 1996 gegründete European Roma Rights Centre (ERRC), das unter anderem im Rahmen der Vereinten Nationen aktiv ist.
Mit den beiden Ungarinnen Lívia Járóka und Viktória Mohácsi wurden im Jahr 2004 erstmals zwei Angehörige der Roma Mitglieder des Europäischen Parlaments. Járóka war Mitglied der Fidesz-Delegation in der konservativen EVP-Fraktion und wurde 2009 wiedergewählt. Bei den Europawahlen 2014 zogen die schwedische Romni Soraya Post und der Rumäne Damian Drăghici ins Europaparlament ein.

## Rechtsprechung durch den Europäischen Gerichtshof für Menschenrechte
Der Europäische Gerichtshof für Menschenrechte fällte auf Basis der Europäischen Menschenrechtskonvention mehrere Urteile in Zusammenhang mit der Situation der Roma. Zu diesen gehören basierend auf Artikel 2 – Recht auf Leben als Entscheidungsgrundlage:
- Nachova u. a. v. Bulgarien, 6. Juli 2005 – Tödliche Schüsse auf zwei Roma durch die Militärpolizei und Versäumnis einer effektiven Untersuchung,

sowie basierend auf Artikel 14 – Diskriminierungsverbot:
- Šečić v. Kroatien, 31. Mai 2007 – Versäumnis einer effektiven Untersuchung eines rassistischen Angriffs auf einen Rom,
- D.H. u. a. v. Tschechien, 13. November 2007 – Platzierung von Roma-Kindern in Sonderschulen.

Mehrere Kollektivklagen wurden auch seitens des European Roma Rights Centre (ERRC) vorgelegt.

## Studien und Forschungsberichte
Im Jahr 2006 führte die Europäische Kommission eine Meinungsumfrage durch, die auch Fragen zur Einstellung der Europäer gegenüber ethnischen Gruppen enthielt. Ergänzend kam 2008 eine Umfrage mit Interviews zur Haltung der Europäer gegenüber den Roma hinzu.
Die 2007 aus der Europäischen Stelle zur Beobachtung von Rassismus und Fremdenfeindlichkeit (EUMC) hervorgegangene Agentur der Europäischen Union für Grundrechte (FRA) initiierte 2008 die erste und bislang umfassendste Umfrage EU-MIDIS zu Diskriminierungs- und Gewalterfahrungen einzelner Einwanderer- und Minderheitengruppen in der EU. Die Umfrage EU-MIDIS basierte auf Einzelinterviews mit 23.500 Personen ausgewählter Einwanderer- und Minderheitengruppen aus allen 27 EU-Mitgliedstaaten sowie, als Vergleichsbasis, mit 5.000 weiteren Personen. Die Roma sind den Ergebnissen dieser Umfrage zufolge die Gruppe mit der zweithöchsten Rate an Gewalterfahrungen und der höchsten Rate an Diskriminierungserfahrung. Die große Mehrheit der Roma konnte keine Organisation nennen, die im Fall von Diskriminierung Unterstützung oder Rat geben könnte.
Zusätzlich initiierte die FRA Studien zur Wohnsituation von Roma und Fahrenden in einzelnen EU-Staaten und fasste die Ergebnisse als Vergleich zusammen.
Die Europäische Kommission veröffentlichte im November 2008 eine Studie zu Frauen, die einer ethnischen Minderheit in Europa angehören. In dieser Studie wurde die besondere, von mehrfacher Diskriminierung gekennzeichnete Situation von Roma-Frauen analysiert.
Die Kommission gab eine weitere Studie über Maßnahmen zur Steigerung des Einflusses von Strategien, Programmen und Projekten zur sozialen Eingliederung und Gleichbehandlung der Roma in der Europäischen Union in Auftrag.
Die Ethnologin Ute Koch erhielt den Augsburger Wissenschaftspreises für Interkulturelle Studien 2005 für ihre Dissertation Die Herstellung und Reproduktion sozialer Grenzen: Roma in einer westdeutschen Großstadt. Sie hatte untersucht, auf welche Weise soziale und kulturelle Grenzen zwischen Roma und Nicht-Roma hergestellt und reproduziert werden. Ihrer Darstellung zufolge ist die Errichtung einer sozialen und kulturellen Grenze zwischen Binnenwelt und Außenwelt ein zentraler Bestandteil der Sozialstruktur der untersuchten Roma-Gemeinschaft. Bei dem Hilfsprogramme für die untersuchte Roma-Gruppe werde diese Grenze wird durch das Zusammenspiel aller Beteiligten aufrechterhalten: der Roma-Familien, der zuständigen lokalen Administration, der Sozialen Arbeit, der politischen Unterstützer sowie der Forschung zu Sinti und Roma. Den Mitgliedstaaten der Europäischen Union böten sich daher, selbst wenn sie auf eine Hilfe für Roma-Gemeinschaften als Kollektiv zielten, keine anderen Handlungsoptionen als individualisierende Muster der Hilfe.

## Situation der Roma in EU-Staaten und Nachbarstaaten
Roma gehören zu den Gruppen in Europa, die am meisten von Armut, Arbeitslosigkeit und Analphabetismus betroffen sind. Hinzu kommen ein vergleichsweise schlechter Zugang zur Gesundheitsversorgung und sozialer Ausgrenzung. Roma werden häufig Opfer von Diskriminierung und rassistischer Gewalt.
Die Europäische Kommission urteilt zur Lage der Roma in Europa: „Ihre Lage wird jedoch durch hartnäckige Diskriminierung und soziale Ausgrenzung charakterisiert. Roma sind Armut, Arbeitslosigkeit, Stereotypen und Vorurteilen ausgesetzt.“ Die Schulsituation von Roma-Kindern wird als problematischer angesehen als die anderer Schüler mit Migrationshintergrund in Europa. Eindeutige Erklärungen für diese schulische Situation liegen nicht auf der Hand, zumal für Roma-Kinder oft keine oder nur geringe Sprachbarrieren bestehen. Im Rahmen eines kulturökologischen Ansatzes wird in diesem Zusammenhang hervorgehoben, dass „unfreiwillige Minderheiten“ als Reaktion auf die Behandlung durch die dominante Bevölkerungsgruppe teils Verhaltensweisen ausbilden, die sich als oppositionell zur kulturellen Identität der Kultur der dominanten Gruppe verstehen, und die von Angehörigen der Minderheit als Grundlage der eigenen Identität und Solidarität in der Gruppe wahrgenommen werden. Der resultierende Rückgriff auf entsprechende Verhaltensweisen wird beispielsweise in Spanien als mögliche Erklärung und Ursache schulischer Schwierigkeiten von Kindern und Jugendlichen der Roma in Betracht gezogen.
In einigen Staaten Osteuropas, so in der Slowakei und Tschechien, werden Kinder der Roma auf Schulen für geistig behinderte Kinder verwiesen; das Europäische Gericht für Menschenrechte verurteilte Tschechien im Jahr 2007 für diese Praxis (siehe auch Abschnitt „Rechtsprechung“). In der Slowakei lebt ein großer Teil der Roma-Bevölkerung in äußerster Armut, und Roma gehören zu denjenigen Personen mit dem höchsten Risiko lang anhaltender sozialer Ausgrenzung. In Ungarn, wo die Roma-Bevölkerung auf ungefähr 600.000 Personen geschätzt wird, ist die Arbeitslosigkeit unter Roma weit höher als in der übrigen Bevölkerung, ihre Wohnverhältnisse sind vergleichsweise ungünstig und ebenso wie die schulische Situation zum Teil von Segregation geprägt. In Tschechien wird die Zahl der Roma auf 160.000 bis 200.000 geschätzt, und die Roma-Bevölkerung lebt im Gegensatz zu anderen Staaten großteils in Städten. Das Zusammenleben mit der Mehrheitsbevölkerung ist konfliktreich, und vor allem die schulische Segregation wurde Gegenstand internationaler Kritik.
Die Zahl der Roma-EU-Bürger stieg auch durch die EU-Osterweiterungen von 2004 und von 2007 an. Die Zielländer der Migration sind aufgrund der geografischen und sprachlichen Nähe vor allem Spanien und Italien. Angesichts von Perspektivlosigkeit und sozialer Ausgrenzung in mehreren neuen osteuropäischen EU-Staaten stieg seitdem die Zahl der Roma, die im Rahmen der Personenfreizügigkeit in der EU in andere EU-Staaten migriert sind. Sie haben dort zwar als EU-Bürger prinzipiell einen gültigen Aufenthaltsstatus, jedoch ist in mehreren EU-Staaten der Arbeitsmarktzugang für Staatsbürger der neuen Beitrittsstaaten von 2004 und 2007 zusätzlich beschränkt.
Seit den 1990er Jahren werden Wellen von Abschiebungen von Roma in andere Staaten durchgeführt. So drohte 2010 in Deutschland, nachdem im April jenes Jahres das Rückführungsabkommen mit dem Kosovo getroffen wurde, 12.000 Roma die Abschiebung, darunter 5.000 Kindern. Kritiker weisen auf die Aufenthaltsdauer der Familien in Deutschland von durchschnittlich 14 Jahren hin und heben hervor, dass die Integrationsperspektive und die Verwurzelung der Kinder in Deutschland bei der Entscheidung über die Abschiebung kaum eine Rolle spielten. Einer UNICEF-Studie zufolge haben diese Kinder im Kosovo kaum eine Perspektive auf Schulbildung, medizinische Versorgung und gesellschaftliche Integration. Der Menschenrechtskommissar des Europarates, Thomas Hammarberg, hatte mehrfach auf die katastrophale Lage der Roma in Kosovo hingewiesen und die Bundesregierung aufgefordert, keine weiteren Abschiebungen vorzunehmen, da die persönliche Sicherheit und das Leben der Abgeschobenen gefährdet seien. UN-Menschenrechtskommissarin Navi Pillay erklärte, die anhaltende Rückführung von Roma aus Deutschland ins Kosovo verletze grundlegende Kinderrechte, insbesondere ihr Recht auf Bildung. Der kosovarische Innenminister Bajram Rexhepi stellte daraufhin klar, von Januar bis Juli 2010 seien 622 Menschen ins Kosovo rückgeführt worden, 361 von ihnen freiwillig, und zu 70 % ethnische Albaner. Er appellierte an das deutsche Innenministerium, Deutschland solle „Rücksicht nehmen auf die empfindlichste Kategorie von Rückkehrern: Schüler in Grund- und weiterführenden Schulen“, die wenigstens noch bis zur Volljährigkeit in Deutschland bleiben sollten.
In einem Artikel der Businessweek von 2008 wurde die in der Roma-Dekade anhaltende schwierige Situation der Roma in Europa als stillschweigende Apartheid (tacit apartheid) und zugleich als verpasste Gelegenheit (missed opportunity) bezeichnet.
Die Integration der Roma, und insbesondere eine Verbesserung der Lage und der Bildungsperspektiven der Roma-Kinder, gilt als eine der zentralen gegenwärtigen Herausforderungen Europas.

## Film
- Marion Lièvre, Olivia Barlier, Samuel Lajus: Roma: Bürger zweiter Klasse in Europa? Deutschland, Frankreich; 2017, 91 Min. (bei arte, Mediathek)